# Orsay
Orsay é uma comuna francesa situada no departamento de Essonne, na região da Ilha de França.

## Toponímia
Orceacum no século IX, Villula Orceacus no século XI, Orcei no século XII, Orceiacus no século XIII e talvez Urticetum, depois Ourcet e Orsay.
De origem galo-romana incerta que viria de um proprietário chamado Orcius ou talvez do nome Ursus.

## Geminação
Orsay desenvolveu associações geminação com:
- Kempen (Alemanha), desde 1973, em alemão Kempen, localizada a 424 quilômetros.[6]
- Vila Nova de Paiva (Portugal), desde 2010.[7]

Ela também desenvolveu uma parceria de ajuda ao desenvolvimento agrícola sem geminação com a cidade de Dogondoutchi no Níger.